# Palaeomolis rothschildi
Palaeomolis rothschildi là một loài bướm đêm thuộc phân họ Arctiinae, họ Erebidae.